# Grussil
Grussil innebär att man har grusat upp ett täckdike ända upp till plogsulan. Syftet med grussilar är att öka inströmningen av överskottsvatten till täckdiket. Grussilar rekommenderas där ett gammalt täckdike ska trasas sönder och för all täckdikning på styva lerjordar. På lerjordar kan grussilar läggas med 5–20 meters mellanrum.